# Christus Koning (Świebodzin)
Het beeld van Christus Koning (Pools: Pomnik Chrystusa Króla) is een monument van Jezus Christus in Świebodzin in Polen. Als men de sokkel waarop het beeld staat buiten beschouwing laat, is het beeld van Christus Koning hoger dan het Cristo de la Concordia-monument in Cochabamba (Bolivië) en Christo Redentor in Rio de Janeiro. Tot 2011 was het Christus Koning beeld het hoogste beeld van Christus ter wereld. In juni 2011 werd echter in Lima (Peru) het beeld Cristo del Pacífico ingewijd dat één meter hoger is. Amper een week later kondigde de burgemeester van Split in Kroatië aan een beeld van 39 meter hoog te gaan bouwen.

## Oprichting
Op 29 september 2006 nam de gemeenteraad van Świebodzin een motie aan over de wenselijkheid van de oprichting van een beeld van Christus Koning. Het idee is afkomstig van Sylwester Zawadzki, een 78-jarige pastoor uit de stad. Giften van inwoners en buitenlandse donateurs maakten de bouw vervolgens mogelijk. De inwijding van het beeld werd door de priester, aartsbisschop en kardinaal verricht. De hoogte van het beeld is 33 meter, voor ieder levensjaar van Jezus één meter.

## Over het beeld
Het beeld werd gebouwd op een verhoging van 16,5 meter. Inclusief de kroon heeft het beeld een hoogte van 36 meter. De vergulde kroon zelf heeft een hoogte van 3,5 meter en een diameter van 2 meter. Het hoofd is 4,5 meter lang en weegt 15 ton. Beide handen hebben een lengte van 6 meter en de spanwijdte tussen beide handen is 24 meter. Het gebruikte materiaal is beton en glasvezel. In totaal weegt het beeld 440 ton.

## Ontwerp
Het ontwerp van de onderdelen van het beeld werden vervaardigd door verschillende personen. Het ontwerp van het beeld was voornamelijk afkomstig van Mirosław Kazimierz Patecki. Daarbij werd hij technisch ondersteund door Jakub Marcinowski en Mikołaj Kłapeć, beide werknemers van de universiteit van Zielona Gora. Tomasz Stafiniak en Krzysztof Nawojski droegen zorg voor het ontwerp van de kleding en de armen. Marian Wybraniec was verantwoordelijk voor het ontwerp van de fundering waarop het beeld staat.

## Afbeeldingen

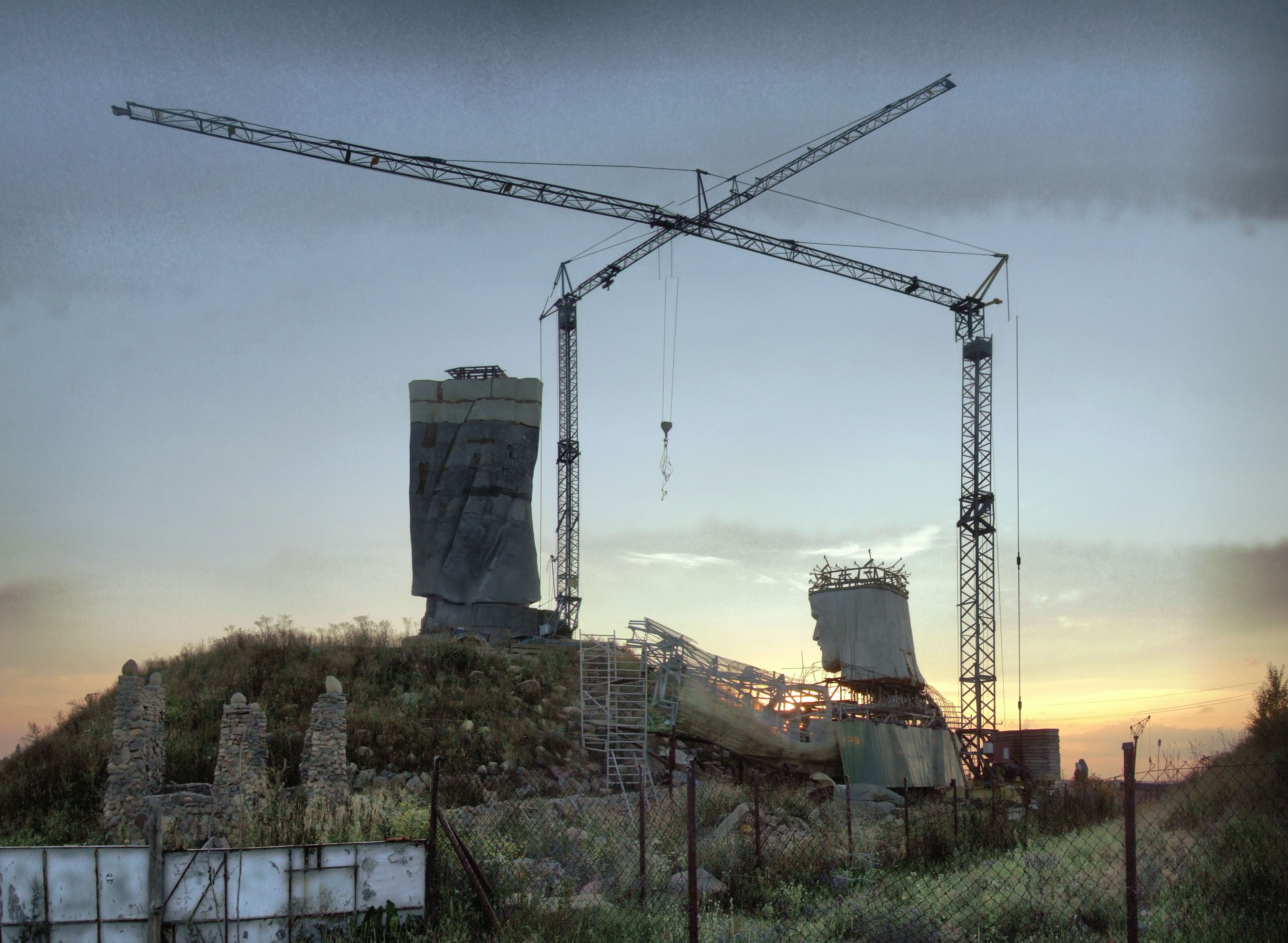
tijdens de bouw
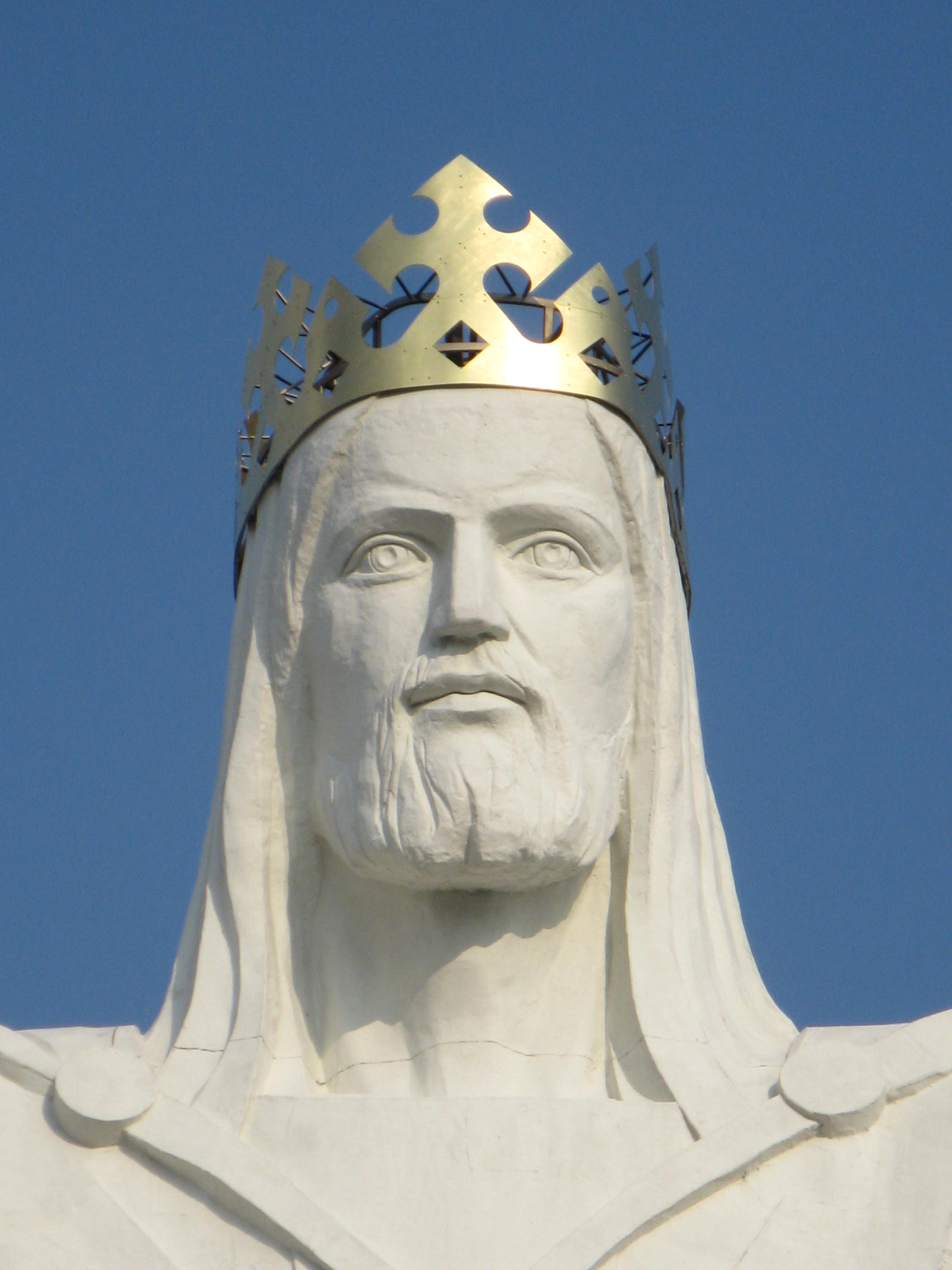
het hoofd
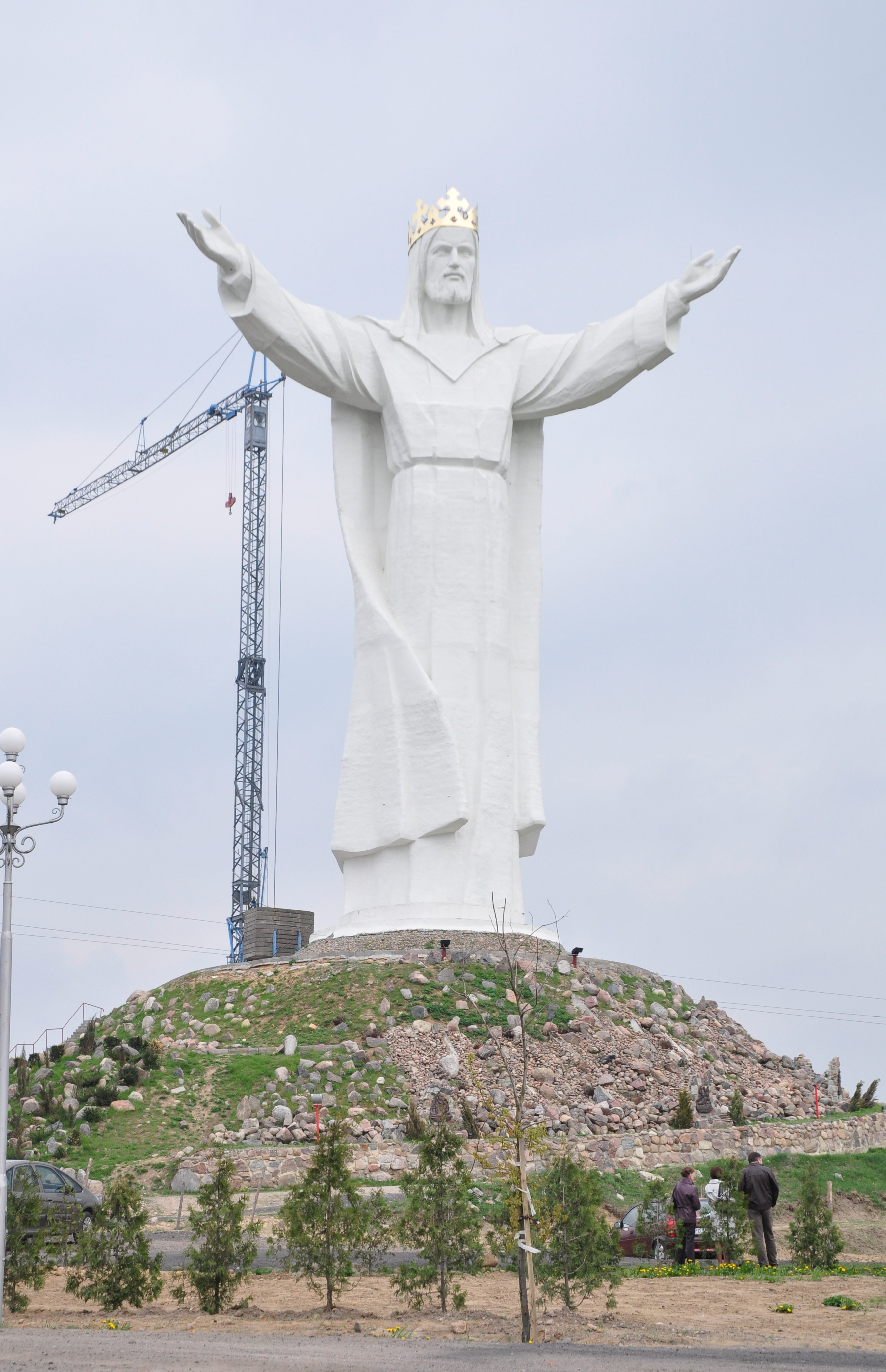
het net voltooide beeld
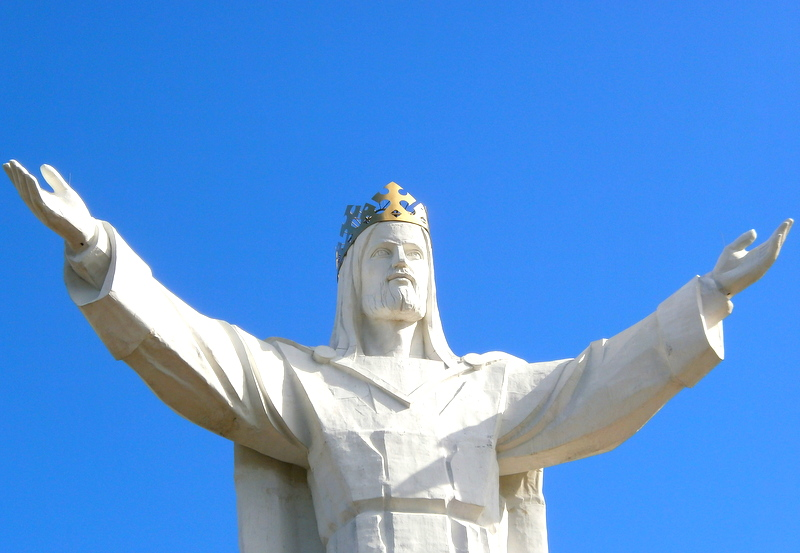
2012